# Dekanat Trzebinia
Dekanat Trzebinia – jeden z 45 dekanatów w rzymskokatolickiej archidiecezji krakowskiej.

## Parafie
W skład dekanatu wchodzi 10 parafii:
- parafia MB Szkaplerznej – Karniowice
- parafia Chrystusa Króla – Lgota
- parafia św. Józefa Robotnika – Młoszowa
- parafia MB Królowej Polski – Myślachowice
- parafia Narodzenia NMP – Płoki
- parafia Podwyższenia Krzyża Świętego – Psary
- parafia Najświętszego Serca Pana Jezusa – Trzebinia
- parafia Niepokalanego Serca NMP – Trzebinia-Siersza
- parafia św. Apostołów Piotra i Pawła – Trzebinia
- parafia św. Barbary – Trzebinia-Wodna

## Sąsiednie dekanaty
Babice, Chrzanów, Jaworzno – św. Wojciecha i św. Katarzyny (diec. sosnowiecka), Krzeszowice, Olkusz (diec. sosnowiecka), Sławków (diec. sosnowiecka)